# Катастрофа Beechcraft 1900 в Шарлотте
Катастрофа Beechcraft 1900 в Шарлотте — авиационная катастрофа, произошедшая в среду 8 января 2003 года. Авиалайнер Beechcraft 1900D авиакомпании Air Midwest (работала под торговой маркой USAir Express) выполнял внутренний рейс US5481 по маршруту Шарлотт—Гринвилл, но сразу после взлёта потерял управление и рухнул на сервисный ангар авиакомпании USAir около аэропорта Шарлотта. Погибли все находившиеся на его борту 21 человек (19 пассажиров и 2 пилота), а также получил ранения 1 человек на земле.

## Самолёт
Beechcarft 1900D (регистрационный номер N233YV, серийный UE-233) был выпущен в 1996 году (первый полёт совершил 1 июля). 30 августа того же года был передан авиакомпании Air Midwest. Оснащён двумя турбовинтовыми двигателями Pratt & Whitney Canada PT6A-67D. На день катастрофы совершил 21 332 цикла «взлёт-посадка» и налетал 15 003 часа.

## Экипаж и пассажиры
Экипаж рейса US5481 состоял из двух пилотов:
- Командир воздушного судна (КВС) — 25-летняя Кэтрин Лесли (англ. Catherine Leslie). Жительница Арлингтона (Техас)[2]. Лицензию пилота-любителя получила в феврале 1997 года в период обучения в университете Тек (Луизиана), а с февраля 1999 года по март 2000 года работала пилотом-инструктором и преподавателем в лётной школе при университете. На момент прихода в Air Midwest налетала 925 часов, в том числе 625 часов как КВС, из которых 101 час был на многомоторных самолётах. Имела квалификацию на Beechcraft 76 и Cessna 152, -172 и -310. Проработала в авиакомпании Air Midwest 2 года и 10 месяцев (с марта 2000 года), в марте 2001 года была квалифицирована на Beechcraft 1900D. За период работы в авиакомпании налетала 1865 часов, свыше 1100 из них на Beechcraft 1900D (в должности КВС). За последние 90 дней, 30 дней и 24 часа до катастрофы налетала 134, 32 и 6 часов соответственно. Происшествий, инцидентов или взысканий за весь период работы не имела. Среди коллег, несмотря на свой юный возраст, характеризовалась как очень хороший пилот с высокими коммуникабельными возможностями, а те пилоты, что летали с ней в экипаже в должности второго пилота, отзывались о ней как об ответственном и добром командире. Была не замужем, но личная жизнь начинала складываться; не курила, алкоголь употребляла редко. Утром перед роковым полётом выглядела весёлой и отдохнувшей[3].
- Второй пилот — 27-летний Джонатан Гиббс (англ. Jonathan Gibbs). Житель Рэдвуд-Велли[англ.] (Калифорния)[2]. С августа 1999 года по февраль 2001 года проходил обучение в колледже имени Сан-Хуана в Блумингтоне (Нью-Мексико) в рамках программы по подготовке пилотов авиакомпании Mesa Airlines (одна из дочерних авиакомпаний Air Midwest). 12 ноября 2000 года получил лицензию пилота гражданской авиации. На момент прихода в Air Midwest налетал 390 часов на самолётах Beechcraft 36, -58 и -1900, а также Aeronca Champion и Citabria. Проработал в авиакомпании Air Midwest 1 год и 8 месяцев (с мая 2001 года), за период работы в ней налетал 706 часов (на Beechcraft 1900D). За последние 90 дней, 30 дней и 24 часа до катастрофы налетал 210, 59 и 6 часов соответственно. Происшествий, инцидентов или взысканий за весь период работы в авиакомпании не имел. Коллегами характеризовался как хороший, талантливый, пунктуальный и очень ответственный пилот, который проявлял высокие познания о самолётах Beechcraft 1900D. Был холост, не курил, алкоголь употреблял редко и в компании[4].

| Гражданство       | Пассажиры | Экипаж | Всего |
| ----------------- | --------- | ------ | ----- |
| Багамские Острова | 3         | 0      | 3     |
| Индия             | 2         | 0      | 2     |
| Канада            | 1         | 0      | 1     |
| Португалия        | 1         | 0      | 1     |
| США               | 12        | 2      | 14    |
| Итого             | 19        | 2      | 21    |

## Катастрофа
7 января 2003 года, за день до катастрофы, Beechcraft 1900D борт N233YV выполнил рейс из аэропорта Трай-Стэт (Хантингтон, Западная Виргиния) в аэропорт Шарлотт/Дуглас, после чего произошла смена экипажа. В ходе передачи самолёта второй пилот сдающего экипажа сказал второму пилоту принимающего, что всё было нормально и самолёт хорошо летает. Затем с 13:40 по 20:45 на данном авиалайнере были выполнены шесть рейсов, после чего в Шарлотте произошла ещё одна смена экипажа. Второй экипаж остался в аэропорту на ночёвку, тогда как третий экипаж выполнил рейс в Линчберг, а в 07:15 8 января вернулся в Шарлотт, после чего передал самолёт обратно второму экипажу. Впоследствии пилоты, которые выполнили на разбившемся самолёте два последних рейса, рассказывали, что не заметили ничего необычного в его поведении.
Вновь принявшему самолёт экипажу теперь предстояло выполнить два пассажирских рейса — в аэропорт Гринвилл-Спартанберг (Южная Каролина, рейс US5481), а затем в аэропорт Роли-Дарем (Северная Каролина) — после чего пассажирами вернуться в аэропорт Шарлотт/Дуглас. Согласно показаниям очевидцев, командир покинула зону выхода в 07:45, а второй пилот — в 08:00. Всего на борт самолёта сели 19 пассажиров. Багаж состоял из 32 сумок, причём 23 из них были загружены в Шарлотте, а 8 уже прибыли с самолётом. Также впоследствии одна из двух грузчиков, которые занимались погрузкой багажа на рейс 5481, отметила, что две сумки были очень тяжёлыми и имели вес от 31 до 36 килограммов, о чём она предупредила командира и спросила, будут ли кого из пассажиров высаживать. Но КВС ответила, что всё в порядке, так как среди пассажиров 1 ребёнок и это должно компенсировать излишний вес багажа. По оценке грузчиков, передний грузовой отсек был заполнен примерно на 98%, специальная сетка, которая разделяет передний отсек от заднего, была на месте. После запуска двигателей пилоты заполнили предполётные документы о весе и центровке самолёта, при этом вес 12-летнего ребёнка был принят равным весу взрослого пассажира — 80 килограммов. В 08:30 авиалайнер отъехал от стоянки, пилотирование осуществляла командир.

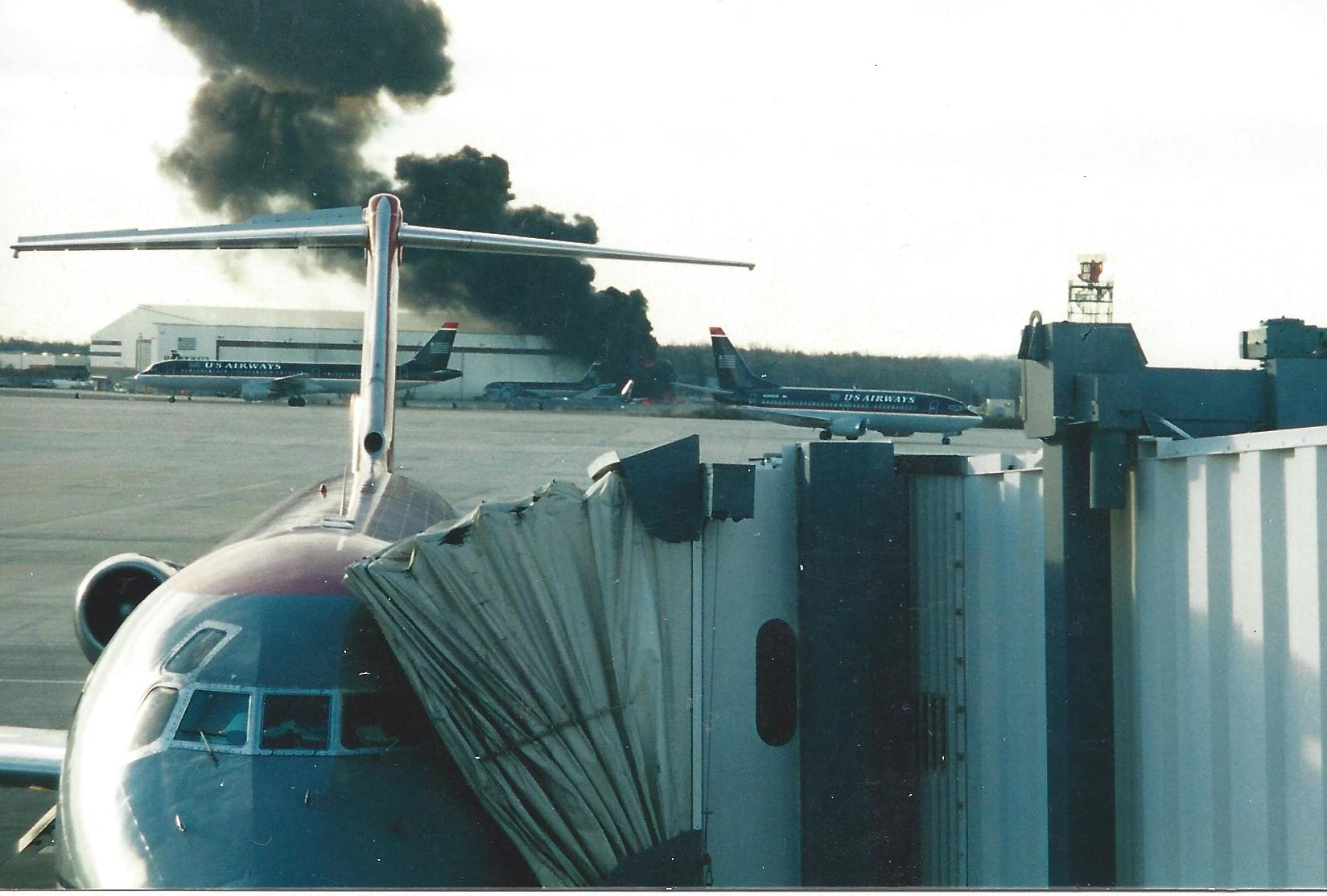
Последствия катастрофы

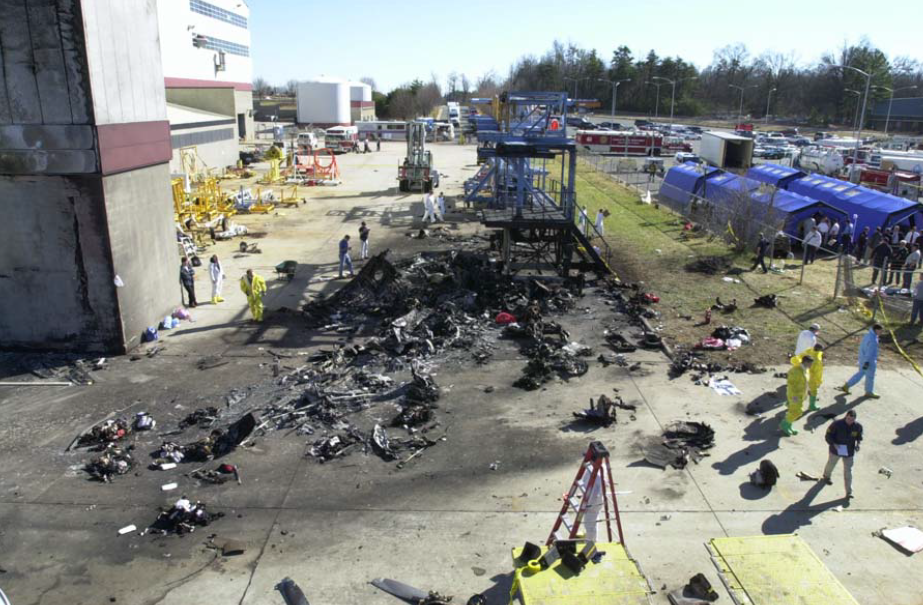
Обломки рейса 5481

В 08:35:16 экипаж выполнил контрольную проверку рулей и отметил, что их отклонения находятся в установленных пределах, после чего в 08:37:20 второй пилот доложил наземному диспетчеру о готовности к началу руления, на что получил разрешение следовать к взлётной полосе №18R (правая). В 08:46:18 диспетчер взлёта и посадки местных воздушных линий дала рейсу 5481 разрешение на взлёт с уточнением, чтобы после взлёта тот выполнил поворот вправо на курс 230°. Тогда в 08:46:35 командир дала указание установить взлётный режим двигателей, что второй пилот подтвердил. В 08:46:48 при скорости 188 км/ч командир движением штурвала отклонила руль высоты на 7°, а через три секунды ещё на 1°. Самолёт начал поднимать нос, а в 08:46:53 взлетел с ВПП №18R в южном направлении. Через 3 секунды после отрыва КВС велела убрать шасси, а в 08:46:57 вернула руль высоты на прежний угол 7°, при этом на заднем плане был слышен шум уборки шасси.
| 08:47:02   | 2П              | Что?!                                                               |
|            | КВС             | Ой.                                                                 |
| 08:47:03   | КВС             | Помоги мне!                                                         |
| 08:47:04   | КВС             | Ты его держишь?                                                     |
| 08:47:16   | КВС (вн. связь) | У нас чрезвычайная ситуация, Эйр пятьдесят четыре восемьдесят один. |
| 08:47:19   | КВС             | Вытягивай его сильней.                                              |
| 08:47:26   | КВС             | О, Боже мой!                                                        |
|            | 2П              | О, Господи, (нецензурная речь).                                     |
| 08:47:28,1 |                 | Конец записи.                                                       |

Едва начав подниматься, самолёт вдруг стал быстро задирать нос. В 08:47:03, когда командир попросила второго пилота помочь, авиалайнер на скорости 257 км/ч поднялся уже на высоту 27 метров, а угол тангажа достиг 20°. В 08:47:04 командир спросила: Ты его держишь?, после чего на протяжении 8 секунд на речевом самописце были слышны звуки, как пилоты пытались опустить нос самолёта. Также в 08:47:09 изменился шум двигателя, а через секунду зазвучала сигнализация об опасности сваливания. В 08:47:13 нос был задран вверх уже под углом 54°, а через 3 секунды командир сообщила диспетчеру, что у них чрезвычайная ситуация. Одновременно с этим прозвучал очередной сигнал об опасности сваливания. 08:47:18 самолёт вновь вернулся к горизонтальному положению (тангаж 0°) и продолжал опускать нос, одновременно с этим пилоты начали отклонять руль высоты уже вверх. В 08:47:19 на высоте 350 метров параметрический самописец зафиксировал максимальный левый крен в 127° и минимальную путевую скорость 57 км/ч. Ещё через секунду нос опустился вниз под углом 42°. В 08:47:21 отрицательный тангаж уменьшился до 39°, начала звучать сигнализация о срыве потока, которая продолжалась до конца записи. В 08:47:22 левый крен стабилизировался примерно на 20°, но теперь нос вновь начал опускаться, а пилоты пытались исправить это, отклонением руля высоты вверх на 8°. В 08:47:24 лайнер перевалился вокруг своей оси вправо и теперь уже перешёл в правый крен. В 08:47:26 параметрический самописец зафиксировал уже максимальный правый крен в 68° при вертикальной перегрузке 1,9 единиц. В 08:47:28 с отрицательным тангажом 47° и правым креном 66° рейс US5481 врезался в северо-западный угол сервисного ангара авиакомпании USAir, который находился в 503 метрах восточнее полосы №18R, в 2316 метров от торца ВПП №18R, с которого был начат взлёт и в 228 метрах от аэропорта Шарлотт/Дуглас. Все находившиеся на борту самолёта 21 человек погибли. Также был ранен один из работников ангара.

## Причины катастрофы
Расследование причин катастрофы рейса US5481 проводил Национальный совет по безопасности на транспорте (NTSB).
Окончательный отчёт расследования был опубликован 26 февраля 2004 года.
Согласно отчёту, катастрофа произошла вследствие выхода самолёта из-под контроля при наборе высоты. Это было вызвано не одним, а сразу двумя факторами — нарушение центровки, которая выходила за задние пределы, и недостаточного хода руля высоты, чтобы это исправить.
Как было установлено, в ночь с 6 на 7 января в аэропорту Трай-Стэт (Хантингтон, Западная Виргиния) было выполнено техническое обслуживание самолёта, в ходе которого был произведён ремонт тросов системы управления рулём высоты. Однако механик, который делал этот ремонт, никогда раньше не работал с моделью Beechcraft 1900D и по ошибке неправильно выполнил натяжение тросов, из-за чего ход руля высоты вниз уменьшился вдвое — с 14 до 7°. Далее механики пропустили ряд пунктов регламента работы, в том числе и проверку отклонений руля высоты. Инспекторы авиакомпании этот момент не проконтролировали и допустили самолёт к полётам. После этого авиалайнер выполнил 9 рейсов, в ходе которых данное нарушение не было замечено.
В роковой рейс US5481 на борт самолёта сели 16 мужчин и 3 женщины, а в багаж были загружены 32 сумки. Действовавшие на тот момент в авиакомпании Air Midwest нормативы устанавливали при расчётах принимать вес одного взрослого пассажира как 80 килограммов, а вес сумки — 11 килограммов. На основании этого с учётом залитого в баки топлива экипаж определил вес их самолёта как 7724 килограмма, а центровку — 37,8% САХ. Для самолёта Beechcraft 1900D максимальный взлётный вес был установлен 7765 килограммов при максимальной задней центровке 40% САХ. Исходя из этих данных экипаж определил, что их взлётный вес и центровка укладываются в установленные нормы, а потому никого из пассажиров вместе с багажом высаживать не надо. Однако, как показала проверка багажа, 4 из 31 найденной на месте катастрофы сумки весили больше 23 килограммов, а одна из них даже весила 31 килограмм. Но ни в одном из полётных документов не были указаны эти сумки, которые весили больше установленного. Таким образом, средний вес сумки на борту рейса 5481 был на 1,8 килограмма выше среднего, а значит, вес багажа на самом деле на 56 килограммов превышал расчётный. Что до веса пассажиров, то было установлено, что средний вес пассажира на борту данного рейса, даже несмотря на наличие ребёнка, был на 4,5 килограмма выше среднего и составлял 84 килограмма. Во многом это было связано с тем, что процентное соотношение мужчин и женщин на борту было не 60 к 40, как это обычно принимается при определении среднего веса, а примерно 84 к 16 (16 к 3). Если брать эти данные, то по действующим на момент происшествия методикам расчёта, взлётный вес самолёта был бы равным 8029 килограммов, а центровка — 45,5% САХ. После пересмотра расчётов эти значения снизились до 7769 килограммов и 42,1% САХ, но даже такие значения всё равно выходят за пределы, установленные для данного самолёта.
Эти два основных фактора привели к тому, что сразу после взлёта появился кабрирующий момент, то есть самолёт начал поднимать нос. Пилоты попытались парировать этот момент, но из-за малого хода руля высоты это оказалось бесполезно. Выйдя из-под контроля, авиалайнер продолжал поднимать нос, пока не потерял поступательную скорость, после чего свалился в пикирование и рухнул на землю.

## Культурные аспекты
Катастрофа рейса 5481 Air Midwest показана в 5 сезоне канадского документального телесериала Расследования авиакатастроф в эпизоде Мёртвый груз (англ. Dead Weight).

### Комментарии
1. ↑  Здесь и далее указано Североамериканское восточное время — EST